# Ae-Ri Noort

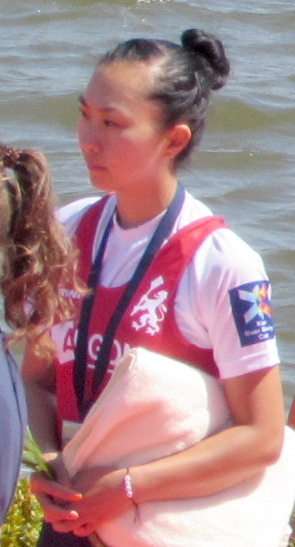
Ae-Ri Noort bei der Siegerehrung der Ruder-EM 2016

Ae-Ri Noort (* 10. Januar 1983 in Seoul) ist eine niederländische Steuerfrau im Rudern.

## Sportliche Karriere
Die 1,60 m große Ae-Ri Noort übernahm 2014 die Position der Steuerfrau im niederländischen Achter. Bei den Europameisterschaften 2014 belegte der Achter den vierten Platz. Drei Monate später bei den Weltmeisterschaften 2014 verpasste der Achter das A-Finale und belegte als Zweiter des B-Finales den insgesamt achten Platz. 2015 erreichte der Achter bei den Europameisterschaften in Posen den zweiten Platz hinter den Russinnen. Bei den Weltmeisterschaften 2015 belegte der Achter den sechsten Platz. Zu Beginn der olympischen Saison 2016 gewann der niederländische Achter beim Ruder-Weltcup in Varese. Bei den Europameisterschaften in Brandenburg an der Havel siegten die Britinnen vor dem niederländischen Achter. Durch einen zweiten Platz bei der Qualifikationsregatta in Luzern sicherten sich die Niederländerinnen noch das Olympiaticket. Bei der Olympischen Regatta in Rio de Janeiro erreichte der niederländische Achter den sechsten Platz.
Bei den Europameisterschaften 2017 in Račice u Štětí gewann der niederländische Achter zum dritten Mal in Folge Silber bei Europameisterschaften, diesmal hinter den Rumäninnen. Vier Monate später bei den Weltmeisterschaften belegte der Achter den sechsten Platz. 2018 trat Ae-Ri Noort nicht bei den Europameisterschaften an, für sie steuerte Dieuwke Fetter das Boot zur Bronzemedaille. Bei den Weltmeisterschaften 2018 in Plowdiw war Noort wieder dabei und erreichte mit dem Achter den vierten Platz.
Ae-Ri Noort startet für die Rudervereinigung Okeanos aus Amsterdam. Seit 2015 ist sie promovierte Medizinerin.